# チャガヤツリ
チャガヤツリ Cyperus amuricus Maxim. 1859. はカヤツリグサ科の植物の1つ。カヤツリグサにとてもよく似ているが、花序が単純である。

## 特徴
1年生の草本。根茎は発達せず、植物体は束になって生じるがその数は少ない。基部には数枚の葉を生じる。草丈は15～40cm。根出状に出る葉は花茎の長さには達せず、その幅は1～3mm。基部の鞘の色は淡褐色から褐色になる。
花期は8～10月で、直立する花茎の先端に花序を生じる。花序の基部には3～5枚の苞葉があり、それらは葉身がよく発達しており、2～3枚は花序より長くなる。花序は複散房状で5～8の花序枝を出す。それぞれの花序枝の先端には分花序があり、それらは単独に出る主軸の周りに並んだ15～20個の小穂からなる。小穂は長さ7～12mm、赤褐色で10～20個の小花が並んでいる。鱗片は広卵形で、長さは1.5～1.8mm。鱗片の中肋は緑色を帯び、その先端は突き出して突起になっており、この突起は外向けにやや反り返る。痩果は倒卵形で長さ1.3mm、黒褐色に熟する。花柱はごく短く、柱頭は3つに裂ける。
和名は小穂の色にちなむ。星野他(2011)では他に本種の別名としてチャイロクグガヤツリをあげている。

## 分布と生育環境
日本では本州から琉球列島にかけて分布し、国外では朝鮮半島、中国、台湾からアムール、ウスリーに分布がある。
畑地や中性の荒れ地などに出現し、カヤツリグサ、コゴメガヤツリなどと同じようなところに生えるが、これらほどには多くない。谷城(2007)はこの2種より本種の方が幾分乾燥した土壌に生える、としている。

## 類似種など
カヤツリグサ属は世界の熱帯域を中心として約700種が知られ、日本からは40種ほどが見られる。その中で本種と特によく似ているのはカヤツリグサ C. microiria、コゴメガヤツリ C. iria である。特にカヤツリグサはとてもよく似ているが、本種との相違点は以下のようなものである（以下、カヤツリグサを無印と表記する）。
- 花序の形としてはいずれも複散房状であるが、本種では花序枝の先には単一の主軸のそって小穂が並んだ分花序が付き、枝分かれをしない。無印では往々に花序枝の先に真っ直ぐに伸びた主軸に小穂を並べるほか、その基部から横枝を出してそこにも小穂が並ぶ。要するに本種の方が単純な構造の花序を作る。
- 本種の小穂は褐色で、無印は黄色味を帯びる（無印の別名にはキガヤツリがある）。
- 小穂の鱗片は先端が芒状に突き出しているが、本種ではこの突起が外向けに反り返る。無印の場合は芒状の突起はあるが、反り返らずほぼ真っ直ぐに突き出している。

コゴメガヤツリとの違いについては、本種とこの種の差異点は無印とこの種の違いとほぼ同じなので無印の項を参照されたい。
もう一つ、本種にごく似ているものとしてコチャガヤツリがある。本種にごく似たもので、違いとしては小穂に並ぶ小花がやや疎らになっており、小穂を側面から見ると主軸が見える。星野他(2011)ではこれを本種の変種 var. japonicus としているが、大橋他編(2015)は取り上げていない。